# Carinaulus dundarum
Carinaulus dundarum är en skalbaggsart som beskrevs av Cervenka 2000. Carinaulus dundarum ingår i släktet Carinaulus och familjen Aphodiidae. Inga underarter finns listade.